# Steve Talley
Steve Talley, all'anagrafe Steven Douglas Talley (Indianapolis, 12 agosto 1981), è un attore statunitense.

## Biografia
Steve Talley ha frequentato le scuole superiori ad Avon, in Indiana. È stato il presidente della sua classe del liceo ed ha scritto una colonna per il giornale della scuola. In seguito ha frequentato l'Anderson University in Indiana.
La carriera di Talley è iniziata nel 2002 con una piccola parte nella serie televisiva Così gira il mondo. È apparso in tre episodi della serie Summerland tra giugno e luglio 2005 come Bryce. L'anno successivo, Talley ha fatto un'apparizione nel film drammatico Peaceful Warrior e sulla serie Twins.
Nello stesso anno, Talley interpreta Dwight Stifler in American Pie presenta: Nudi alla meta, il quinto capitolo della serie cinematografica americana Pie, il film ha guadagnato oltre 27 milioni di dollari nel mondo. L'anno seguente, Talley interpreta il medesimo ruolo in American Pie Presents: Beta House, il sesto capitolo della serie; il film ha guadagnato oltre 18 milioni di dollari in tutto il mondo.
È un fan dello scrittore e giornalista Hunter S. Thompson. Si sposa il 29 dicembre 2001 con Linsay Talley ed ha una figlia, Julia, chiamata così per la canzone dei Beatles.
Dal 4 luglio 2015 è sposato con l'attrice Lyndon Smith.

## Filmografia

### Cinema
- La forza del campione (Peaceful Warrior), regia di Victor Salva (2006)
- American Pie presenta: Nudi alla meta (American Pie Presents: The Naked Mile), regia di Nick Hurran (2006)
- American Pie Presents: Beta House, regia di Andrew Waller (2007)
- Niente regole: siamo al college (Van Wilder: Freshman Year), regia di Harvey Glazer (2009)
- Hole in One, regia di Drew Ann Rosenberg (2009)
- One Way to Valhalla, regia di Karen Goodman (2009)
- Jelly, regia di Waleed Moursi (2010)
- First Dates, regia di Sam Wasserman (2010)
- The Accidental Death of Joey by Sue, regia di Neal Thibedeau e Sarah Louise Wilson (2010)
- The List, regia di George Moïse - cortometraggio (2011)
- Deadline, regia di Curt Hahn (2012)
- How It's Goin', regia di Irene Chin e Kurt Vincent - cortometraggio (2019)

### Televisione
- Così gira il mondo (As the World Turns) – serial TV, 1 episodio (2002)
- Summerland – serie TV, 3 episodi (2005)
- Twins – serie TV, episodio 1x12 (2006)
- Castle – serie TV, episodio 1x03 (2009)
- NCIS - Unità anticrimine (NCIS: Naval Criminal Investigative Service) – serie TV, episodio 7x20 (2010)
- Criminal Minds – serie TV, episodio 6x07 (2010)
- Oltre la lavagna - La scuola della speranza (Beyond the Blackboard), regia di Jeff Bleckner – film TV (2011)
- In cerca di Jane (I Just Want My Pants Back) - serie TV, 3 episodi (2012)
- Pretty Little Liars – serie TV, 5 episodi (2012)
- The 100 – serie TV, 5 episodi (2014-2015)
- Hindsight – serie TV, 5 episodi (2015)
- Young & Hungry - Cuori in cucina (Young & Hungry) – serie TV, episodio 4x08 (2016)
- 2 Broke Girls – serie  TV, episodio 5x06 (2016)
- Idiotsitter – serie TV, 8 episodi (2016-2017)
- Un amore improvviso (Love on the Vines), regia di Bradford May – film TV (2017)
- Girlfriends' Guide to Divorce – serie TV, 7 episodi (2017-2018)

## Doppiatori italiani
Nelle versioni in italiano delle opere in cui ha recitato, Steve Talley è stato doppiato da:
- Stefano Crescentini in American Pie presenta: Nudi alla meta, American Pie Presents: Beta House, Castle
- Francesco Pezzulli in Un amore improvviso
- Corrado Conforti in Summerland
- Paolo Vivio in Niente regole: siamo al college
- Francesco De Francesco in NCIS - Unità anticrimine
- Marco Vivio in Criminal Minds
- Massimiliano Alto in In cerca di Jane
- Fabrizio Manfredi in The 100